# 398045 Vitudurum
398045 Vitudurum è un asteroide della fascia principale. Scoperto nel 2009, presenta un'orbita caratterizzata da un semiasse maggiore pari a 2,8110616 UA e da un'eccentricità di 0,1212366, inclinata di 14,89550° rispetto all'eclittica.
L'asteroide prende il nome (in lingua latina) dalla città svizzera Winterthur, città da dove è stato avvistato la prima volta.